# Neopolo di Roma
San Neopolo (conosciuto anche come San Napoleone; III secolo – Roma, 2 maggio 304) è stato un martire caduto durante la "Grande persecuzione" di Diocleziano, insieme con i santi Saturnino, Celestino e Germano.

## Agiografia
I soli dati che conosciamo su Neopolo sono riportati nel Martirologio romano: "A Roma i santi Martiri Saturnino, Neópolo, Germàno e Celestino, i quali, dopo aver patito molti tormenti, gettati finalmente in carcere, si riposarono nel Signore".
Il Martirologio Geronimiano, invece, poneva il martirio in Alessandria d'Egitto.
Si racconta che sia morto, dopo essere stato torturato, mentre veniva ricondotto al suo luogo di prigionia, tanto la brutale tortura lo aveva sfigurato.

## Neopolus,Napoleo, San Napoleone e Napoleone Bonaparte
Il principale elemento di interesse relativo a questa figura è legato a Napoleone Bonaparte, e al suo uso strumentale della religione a fini politici. Infatti, originariamente, il nome Napoleone era adespoto, cioè mancava di un onomastico, il quale sarebbe potuto diventare per il Bonaparte, già imperatore, un'occasione di culto della personalità.
Nel 1805, prese in mano la questione il cardinale Caprara, che, consultando appunto il Martirologio romano, trovò alla data del 2 maggio la memoria dei santi martiri di Alessandria, tra cui questo "Neopolo" (o meglio, in latino, "Neopolus") – che suonava piuttosto simile a un ipotetico "Napoleone" (ovvero "Napoleo"). Così, l'ignoto san Neopolo venne "ribattezzato" san Napoleone.
Si ritenne poi di dover dare luogo a un legame simbolico ancora più stretto tra il nuovo santo e l'imperatore regnante – cosa che venne compiuta trasferendo la memoria del santo dal 2 maggio, appunto data del suo martirio, al 15 agosto, giorno natale del Bonaparte.
Il 15 agosto 1806, così, Napoleone poté finalmente celebrare per la prima volta il proprio onomastico, nel giorno del suo compleanno: e, non casualmente, proprio quel giorno fu posata la prima pietra dell'Arco di Trionfo a Parigi. Anche negli anni successivi Napoleone tenne vivo il ricordo della duplice festa con degli eventi simbolici per la Francia.
Ma il culto di tale santo era talmente posticcio e insincero che già nel 1814, alla prima occasione dopo il crollo del regime napoleonico, Re Luigi XVIII abolì la festa di San Napoleone.